# Priapulus caudatus
Priapulus caudatus är en djurart som tillhör fylumet snabelsäckmaskar, och som beskrevs av Jean-Baptiste Lamarck 1816. Priapulus caudatus ingår i släktet Priapulus och familjen Priapulidae. Arten är reproducerande i Sverige. Inga underarter finns listade i Catalogue of Life.